# Noyau rouge

Section transversale du mésencéphale au niveau du colliculus supérieur, laissant apercevoir le noyau rouge.

Le noyau rouge est une structure paire située dans le tegmentum mésencéphalique, et se compose de deux parties appelées : néorubrum (rostral) et paléorubrum (caudal).
Il reçoit des afférences en provenance du cervelet (noyaux interposés et latéral ou dentelé) par le pédoncule cérébelleux supérieur et du cortex cérébral sensorimoteur et associatif. 
Il est à l'origine du faisceau rubro-spinal, lui-même impliqué dans le contrôle du tonus de posture et dans la coordination des muscles distaux des membres supérieurs et proximaux des membres inférieurs.
Chez l'homme, le faisceau rubro-spinal reste vestigial, et le noyau rouge se projette essentiellement sur l'olive bulbaire principale par le faisceau tegmental central. L'olive à son tour émet des axones vers le noyau dentelé et la couche moléculaire du cortex cérébelleux : ce sont les fibres grimpantes.